# 秦漢
秦漢（しんかん）とは、古代中国に成立した秦・漢2つの王朝を合わせた呼称。秦漢帝国とも称せられる。

## 概要
夏・殷・周といった古代中国の王朝は実態としては黄河流域にあった「中原」の一部地域を支配する国家であった。
これに対して、秦の始皇帝は中原にある六国の制圧を果たして漢民族の領域を統一して初めて皇帝を頂点とする中央集権国家を樹立した。秦は始皇帝の死後、わずかな期間で滅んだものの、楚漢戦争において勝利した劉邦が統一を回復して漢を建国した。秦と漢の国家体制には違いも存在するものの、皇帝を頂点とする中央集権国家という国家の根幹を引き継ぎ、そのために必要な法制・財政・政策などは秦のものを踏襲した。漢王朝は前漢・後漢を通して400年にわたって存続し、その後の「中華帝国」への基礎を築いた。
このため、秦漢の両王朝の支配時期は中国の基礎を確立した時代として位置づけられ、両王朝期を一まとめに呼称として「秦漢」が用いられている。